# Salentinella gracillima
Salentinella gracillima is een vlokreeftensoort uit de familie van de Salentinellidae. De wetenschappelijke naam van de soort is voor het eerst geldig gepubliceerd in 1948 door Ruffo.